# 保里小百合
保里 小百合（ほり さゆり、1990年5月25日 - ）は、NHKのアナウンサー。

## 略歴
- アメリカ・ニューヨーク州生まれで東京都育ち[5]。
- 慶應義塾湘南藤沢高等部[6]、慶應義塾大学法学部政治学科卒業[5]。2013年、NHKに入局[7][8]。
- 初任地の高松放送局で3年近く勤務後、2016年4月福岡放送局へ異動[9]。翌2017年4月に東京アナウンス室[10][11]、2022年4月に水戸放送局へ異動[12]。2024年4月から再び東京アナウンス室勤務[13]。

- 現在はNHKのテレビ国際放送、NHKワールドTVで放送されている英語ニュース番組、NHK NEWSLINEにも不定期で出演している[14]。

## 人物・エピソード
- 身長156cm[15]。
- 幼少期は子役として活動していたことがある[16]。
- 大学時代はテレビ朝日とフジテレビ主催のアナウンサー養成講座を受講。『BSフジNEWS』（BSフジ）に第22期女子大生キャスターとして出演していた[3]。同期は川添佳穂（元朝日放送）・湯浅知里（元テレビ北海道）。
- 座右の銘は「反省しても後悔はしない」[17][18]。

## 出演
※太字はレギュラー番組。★印は現在出演（担当）中。

### 子役
- パートタイマー刑事 月形兄妹の事件簿2 誰が天使を殺したか?（TBS、1999年4月12日）[19][20]
- 火曜サスペンス劇場『逆転有罪』（日本テレビ、2000年2月22日）
- 愛と友情のブギウギ（NHK、第3回・第4回）
- ギャルサー（日本テレビ、第5話）
- 受験の神様（日本テレビ、第7話）

### BSフジ（NHK入局前）
- BSフジNEWS（2012年2月 - 7月）- 女子大生キャスター22期

### 高松放送局時代（2013年度 - 2015年度）
- 土曜スタジオパーク（2013年5月25日） - 新人お披露目
- NHKニュースおはよう香川（2013年7月 - 2016年3月）
- ゆう6かがわ（不定期）
- 香川のニュース・中継・リポート
- 今夜も生でさだまさし「〜かがわいいぞう! うどんその愛〜」（2013年10月27日） - まさしのふるさと3分通信コーナーで『打ち込みうどん』を紹介。
- 着信御礼!ケータイ大喜利（2014年1月1日放送） - 大喜利フレッシャーズとして出演。
- うまいッ!「ほんのりあまくコリコリ！オリーブの“新漬”〜香川・小豆島〜」（2014年11月9日）
- 四国羅針盤スペシャル｢巨大地震への備え 新たな壁は乗り越えられるか｣（2015年3月6日） - 鹿沼健介と共にメインキャスターとして出演。
- 放送記念日特集「放送90年 歴史を見つめ未来を開く」（2015年3月21日）
- FIFA女子ワールドカップ2015（NHK BS1・2015年6月7日 - 9日中継分） - スタジオキャスター
- 全国高校野球選手権香川県大会ラジオ中継  - 実況
- ひるブラ「夏グルメ！島の"生そうめん"～香川・小豆島～」（2015年7月1日）
- うまいッ!「ほんのり甘くシャキシャキ 冬レタス〜香川県・観音寺市〜」（2016年2月1日）
- さぬきうどん融資課～香川発地域ドラマ～（2016年2月13日）
- コレマジ!?さぬきうどん伝説 おかわり!（2016年2月13日）
- 四国羅針盤スペシャル｢教訓をどう生かすか 巨大地震への新たな備え｣（2016年2月26日） - 小澤康喬と共にメインキャスターとして出演。
- コールサイン（テレビ、ラジオともに担当、異動後も使用されている）

### 福岡放送局時代（2016年度）
- なるほど 実感報道ドドド!（キャスター：2016年4月22日 - 2017年3月10日）
- はっけんラジオ（ローテーション担当）
- ロクいち!福岡（不定期・林田理沙のキャスター代行など[21]）
- 福岡・九州沖縄のニュース
- ニュースウオッチ9（スポーツキャスター）（佐々木彩のリオデジャネイロオリンピック現地取材に伴う代理）（2016年7月25日 - 8月5日）
- うまいッ!「酸味の少ない濃厚な甘さ キウイフルーツ〜福岡県・八女市〜」（2016年12月18日）
- あさイチ（2017年2月16日） -「JAPA-NAVI 福岡・糸島」ナビゲーター

### 東京アナウンス室時代（1度目）2017年度 - 2021年度）
- ニュースウオッチ9（リポーター：2017年4月3日 - 2018年3月30日）
  - 桑子真帆の代理キャスター（2017年4月14日、9月4日 - 8日、2018年2月5日 - 17日）
- 月刊SHVニュース「4月号」（2018年4月29日）
- NHKニュースおはよう日本（キャスター：5:00 - 6:00）（2018年4月2日 - 2020年3月19日）林田理沙と隔週交代
  - ラジオニュース（午前10時、午前11時）隔週
  - 和久田麻由子の代理キャスター（2018年5月1日、2日、7月30日 - 8月3日、2019年5月1日、9月9日 - 13日）
  - 祝日（海の日）特集「謎のクロマグロの大群に迫る!」（ナレーション・2018年7月16日）
  - まちかど情報室スペシャル『“一歩進んだ旅”提案します』（2018年9月17日）
  - まちかど情報室スペシャル『がんばるアナタを応援します!』（2018年11月24日）
  - 母親の振り袖を娘が着るママ振についての紹介（2019年1月12日）
  - まちかど情報室スペシャル『思いを形にして贈ります』（2019年2月11日）
  - 石橋亜紗の代理キャスター（2019年11月30日）
- Nスペ5min.『ブループラネット 第3集 海辺 せめぎあう海と陸の生命』（2018年9月1日）ナレーション
- BS1スペシャル『“衝撃の書”が語る人類の未来～サピエンス全史／ホモ・デウス～』（2019年1月1日）ナレーション
- 始発物語（2019年3月11日 - 14日、7月6日 - 12日）ナレーション
- 体感!グレートネイチャー「神秘!アンデス・色彩の絶景地帯～アルゼンチン～」（2019年5月19日）
- 第25回参議院議員通常選挙開票速報（2019年7月21日）キャスター
- 今日は一日“RADWIMRS”三昧（2019年8月13日）
- 天皇のディナー～歴史を動かした美食～（2019年12月30日）
- 空から発見!こりゃナンダ!?アーススキャナー「アルゼンチン＆サハラ砂漠の謎!」（2020年1月8日、BSプレミアム）
- 完全解剖!大ピラミッド七つの謎（2020年6月13日、BSプレミアム）司会
- 驚き！ニッポンの底力「建築王国物語」（2020年7月11日、BSプレミアム）司会
- あさイチ（リポーター）（2020年4月6日 - 2021年3月24日）
  - 近江友里恵の代理司会（2020年8月19日、20日）（2021年3月10日、11日、12日[22]）
- ラジオニュース（正午、13時、15時、16時、17時、18時、NHKきょうのニュースの担当）（2021年2月20日）
- らじるの時間（2021年2月20日 - 26日）[23][24]
- パラ×ドキッ!（アシスタント：2019年4月7日 - 2021年8月20日）
- さわやか自然百景（ナレーター（不定期）：2018年5月27日 - 2022年3月）
- 世界にいいね!つぶやき英語（MC：2020年4月3日 - 2021年3月）
- クローズアップ現代+（キャスター：2021年3月30日 - 2022年3月17日）
- はやウタ（司会）（2021年4月4日 - 2022年3月27日）
- 2020年東京パラリンピック開会式（2021年8月24日）NHK BS4K・NHK BS8Kでの実況

### 水戸放送局時代（2022年度 - 2023年度）
- いば6（メインキャスター：2022年4月4日 - 2024年3月22日 [13][25]）

### 東京アナウンス室時代（2度目）（2024年度 - ）
- 首都圏ネットワーク（ニュースリーダー：2024年4月4日 - ）★
- 首都圏ニュース845（キャスター：2024年4月4日 - ）★
- NHK NEWSLINE（NHKのテレビ国際放送、NHKワールドTVで放送されている英語ニュース番組）（キャスター：2024年8月20日 - ）※不定期 ★